# Jawor (Milicz)
Pour les articles homonymes, voir Jawor (homonymie).
Jawor est une localité polonaise de la gmina de Cieszków, située dans le powiat de Milicz en voïvodie de Basse-Silésie.